# Anders Lidén
Arvid Anders Lidén, född 2 januari 1949 i Oskarshamn, är en svensk diplomat och ambassadör.
Lidéns far var advokat och hans mor talpedagog. Efter studenten studerade han historia och statsvetenskap vid Lunds universitet. Han disputerade i statsvetenskap 1980 på avhandlingen Security and recognition : a study of change in Israel's official doctrine 1967–1974. Året dessförinnan hade han blivit anställd vid Utrikesdepartementet, och samma år han disputerade blev han ambassadsekreterare i Beirut. 
Lidén var 1996–1999 minister med ställning som ambassadör och biträdande chef vid svenska FN-representationen i New York, där han framför allt arbetade med det svenska medlemskapet i FN:s säkerhetsråd. Åren 1999–2002 var han ambassadör i Tel Aviv i Israel och när han kom tillbaka till Sverige utnämndes han till utrikesråd för politiska frågor. Under sin tjänstgöring som svensk FN-ambassadör 2004–2010 var han bland annat styrelseordförande i Unicef 2008–2009 och ordförande i FN:s fredsbyggande kommission för Burundi 2008–2009. Därefter var han ambassadör i Harare 2010–2012 och i Helsingfors 2012–2016.